# Ruth Lea
Ruth Jane Lea, baronessa Lea di Lymm (Lymm, 22 settembre 1947), è un'economista e giornalista britannica, ex funzionaria di Stato.

## Biografia
È consulente di direzione presso l'Arbuthnot Banking Group a Londra.
Nel 2015, Ruth Lea viene insignita commendatore dell'ordine dell'Impero Britannico (CBE) per servizi finanziari pubblici.
Il 14 ottobre 2022 è stato annunciato che, nell'ambito dei Political Honours del 2022, sarebbe stata nominata pari a vita. Il 31 dello stesso mese è stata creata baronessa Lea di Lymm, di Lymm nel distretto di Warrington nella contea di Cheshire.